# Fabian Schär
Fabian Schär (Wil, 20 december 1991) is een Zwitsers voetballer die doorgaans als centrale verdediger speelt. Hij tekende in juli 2018 een contract bij Newcastle United, dat hem overnam van Deportivo La Coruña. Schär debuteerde in 2013 in het Zwitsers voetbalelftal.

## Clubcarrière

### FC Wil
Schär werd geboren in Wil, waar hij zich aansloot bij FC Wil. Hij stroomde door van de jeugdopleiding naar het eerste elftal. Hij maakte op 29 november 2009 tegen Stade Nyonnais zijn debuut voor FC Wil. Het zou dat seizoen bij twee invalbeurten blijven. In zijn tweede seizoen werd hij al gauw basisspeler bij FC Wil. Op 30 oktober 2010 scoorde hij tegen Yverdon-Sport zijn eerste treffer in het betaalde voetbal. Hij zou twee volledige seizoenen spelen voor FC Wil en daarin kwam hij tot 56 wedstrijden en negen goals. 

### FC Basel
Op 4 juli 2012 tekende hij een contract voor drie jaar bij FC Basel, op dat moment regerend landskampioen van Zwitserland. Hij debuteerde op 29 september 2012 tegen Lausanne-Sport. Op 7 oktober 2012 maakte hij zijn eerste doelpunt voor FC Basel, in een wedstrijd tegen Servette (3–2). Met Basel werd Schär in zowel in 2012/13, 2013/14 als 2014/15 landskampioen. Hij bereikte daarnaast een keer de knock-outfase van de Champions League en een keer de kwartfinale van de Europa League met het Zwitserse team. Hij speelde 114 wedstrijden voor Basel en kwam daarin tot vijftien goals en acht assists.

### 1899 Hoffenheim
Schär tekende in juni 2015 tot medio 2019 bij TSG 1899 Hoffenheim, op dat moment actief in de Bundesliga. Hier maakte hij op 15 augustus tegen Bayer Leverkusen zijn debuut voor. Op 16 april 2016 scoorde hij zijn eerste en enige treffer voor Hoffenheim in een 2-1 overwinning op Hertha BSC. Zo was hij in zijn eerste seizoen basisspeler, maar in 2016/17 kwam hij amper meer in de plannen van coach Julian Nagelsmann voor. Hij speelde slechts zeven wedstrijden dat seizoen en wilde vertrekken.

### Deportivo la Coruña
Schär vertrok in juli 2017 naar Deportivo La Coruña, waar hij op 20 augustus tegen Real Madrid zijn debuut maakte. Op 19 november scoorde hij in een 3-2 nederlaag tegen Málaga CF zijn eerste treffer voor Deportivo la Coruña. Hij speelde dat jaar 25 wedstrijden in de Primera División en allemaal vanaf de aftrap. Hij eindigde seizoen 2017/18 alleen wel op de achttiende plaats met zijn team, met als gevolg degradatie.

### Newcastle United
Schär daalde niet mee af naar het tweede niveau in Spanje, maar verhuisde in juli 2018 naar Newcastle United. Dat was een paar jaar eerder gepromoveerd naar de Premier League en bivakkeerde al een paar seizoenen in de middenmoot. Hij maakte op 26 augustus tegen Chelsea zijn debuut voor Newcastle. Op 19 januari 2019 tegen Cardiff City scoorde hij zijn eerste twee doelpunten voor Newcastle United in een 4-0 overwinning. Drie seizoenen was Newcastle met Schär een tamelijk anonieme middenmoter.
Dat veranderde in het seizoen 2021/22, toen Newcastle halverwege het seizoen onderaan stond in de Premier League en vervolgens werd verkocht aan een consortium uit Saudi-Arabië. Newcastle kreeg daardoor aanzienlijk meer geld te besteden. Veel spelers moesten vanaf dat moment plaatsmaken voor nieuwe aankopen. Er kwam ook een nieuwe coach, Eddie Howe. Voor Schär pakten alle veranderingen juist positief uit. Hij speelde onder Howe meer dan hij tot dusver gedaan in Engelse dienst en stond in 2022/23 in 36 van de 38 competitiewedstrijden aan de aftrap. Zijn ploeggenoten en hij plaatsten zich dat jaar via de vierde plaats voor het eerst in twintig jaar voor de Champions League. 
Op 4 oktober 2023 scoorde Schär in de groepswedstrijd tegen Paris Saint-Germain, mede waardoor de Parijzenaren met 4-1 verloren. Hoewel Newcastle laatste werd in een groep des doods met verder AC Milan en Borussia Dortmund, maakte het wel indruk. Op 30 januari 2024 scoorde Schär twee doelpunten in een 3-1 overwinning op Aston Villa. 

## Clubstatistieken
| Seizoen        | Club                | Competitie       | Competitie | Competitie | Beker | Beker | Internationaal | Internationaal | Totaal | Totaal |
| Seizoen        | Club                | Competitie       | Wed.       | Dlp.       | Wed.  | Dlp.  | Wed.           | Dlp.           | Wed.   | Dlp.   |
| -------------- | ------------------- | ---------------- | ---------- | ---------- | ----- | ----- | -------------- | -------------- | ------ | ------ |
| 2009/10        | FC Wil              | Challenge League | 2          | 0          | 0     | 0     | —              | —              | 2      | 0      |
| 2010/11        | FC Wil              | Challenge League | 24         | 4          | 1     | 0     | —              | —              | 25     | 4      |
| 2011/12        | FC Wil              | Challenge League | 26         | 5          | 3     | 0     | —              | —              | 29     | 5      |
| Clubtotaal     | Clubtotaal          | Clubtotaal       | 52         | 5          | 3     | 0     | 0              | 0              | 56     | 9      |
| 2012/13        | FC Basel            | Super League     | 21         | 4          | 3     | 0     | 14             | 4              | 38     | 8      |
| 2013/14        | FC Basel            | Super League     | 22         | 4          | 1     | 0     | 12             | 2              | 35     | 6      |
| 2014/15        | FC Basel            | Super League     | 30         | 1          | 4     | 0     | 7              | 0              | 41     | 1      |
| Clubtotaal     | Clubtotaal          | Clubtotaal       | 73         | 9          | 8     | 0     | 33             | 6              | 114    | 15     |
| 2015/16        | 1899 Hoffenheim     | Bundesliga       | 24         | 1          | 1     | 0     | —              | —              | 25     | 1      |
| 2016/17        | 1899 Hoffenheim     | Bundesliga       | 6          | 0          | 1     | 0     | —              | —              | 7      | 0      |
| Clubtotaal     | Clubtotaal          | Clubtotaal       | 30         | 1          | 2     | 0     | 0              | 0              | 32     | 1      |
| 2017/18        | Deportivo La Coruña | Primera División | 25         | 2          | 2     | 0     | —              | —              | 27     | 2      |
| Clubtotaal     | Clubtotaal          | Clubtotaal       | 25         | 2          | 2     | 0     | 0              | 0              | 27     | 2      |
| 2018/19        | Newcastle United    | Premier League   | 24         | 4          | 4     | 0     | —              | —              | 28     | 4      |
| 2019/20        | Newcastle United    | Premier League   | 22         | 2          | 5     | 0     | —              | —              | 27     | 2      |
| 2020/21        | Newcastle United    | Premier League   | 18         | 1          | 1     | 0     | —              | —              | 19     | 1      |
| 2021/22        | Newcastle United    | Premier League   | 25         | 2          | 1     | 0     | —              | —              | 26     | 2      |
| 2022/23        | Newcastle United    | Premier League   | 36         | 1          | 5     | 0     | —              | —              | 41     | 1      |
| 2023/24        | Newcastle United    | Premier League   | 36         | 4          | 5     | 0     | 6              | 1              | 47     | 5      |
| Clubtotaal     | Clubtotaal          | Clubtotaal       | 161        | 14         | 21    | 0     | 6              | 1              | 188    | 15     |
| Carrièretotaal | Carrièretotaal      | Carrièretotaal   | 341        | 31         | 36    | 0     | 6              | 1              | 417    | 32     |

Bijgewerkt op 24 juni 2024.

## Interlandcarrière
Schär nam met het Zwitsers olympisch voetbalelftal onder leiding van bondscoach Pierluigi Tami deel aan de Olympische Spelen van 2012 in Londen. Daar werd de ploeg in de voorronde uitgeschakeld na een gelijkspel tegen Gabon (1–1) en nederlagen tegen Zuid-Korea (1–2) en Mexico (0–1). Hij debuteerde op 14 augustus 2013 onder leiding van bondscoach Ottmar Hitzfeld in het Zwitsers voetbalelftal, in een oefeninterland thuis tegen Brazilië. Zwitserland won met 1–0 dankzij een eigen doelpunt van Daniel Alves. Schär viel in dat duel na 45 minuten in voor Philippe Senderos.
Hitzfeld nam hem een jaar later mee naar het WK 2014 in Brazilië. Clubgenoten Marcelo Díaz (Chili), Serey Die en Giovanni Sio (Frankrijk), Yann Sommer en Valentin Stocker (Zwitserland) waren ook actief op het toernooi. Schär speelde in de derde groepswedstrijd en in de achtste finale. Bondscoach Vladimir Petkovic nam Schär ook mee naar het Europees kampioenschap 2016 in Frankrijk. Hier was hij basisspeler in alle vier de wedstrijden die Zwitserland speelde. Zijn ploeg verloor in de achtste finale na strafschoppen van Polen (1–1, 4–5). Schär maakte eveneens deel uit van de Zwitserse ploeg die deelnam aan het WK 2018 in Rusland, opnieuw onder Petkovic. Hierop eindigde Zwitserland als tweede in groep E, achter Brazilië (1–1) maar vóór Servië (2–1) en Costa Rica (2–2). In de achtste finales ging Zwitserland met 1–0 onderuit tegen Zweden. Schär kwam in drie van de vier WK-duels in actie voor de nationale ploeg. Hij was geschorst voor de achtste finale.
Schär en Petkovic namen in 2021 wederom samen deel aan het EK 2020, hun derde eindtoernooi samen en zijn vierde in totaal. Zijn ploeggenoten en hij kwamen deze keer tot de kwartfinales. Daarin verloren ze na strafschoppen van Spanje. Hij stond tijdens de eerste twee groepswedstrijden in de basis en viel tijdens zowel de achtste als de kwartfinale in. Murat Yakin was in 2022 de derde Zwitserse bondscoach die Schär opnam in zijn selectie voor een eindtoernooi, het WK 2022. Tijdens dit toernooi speelde hij de derde groepswedstrijd en de achtste finale. Hij werd op 7 juni 2024 door Yakin opgenomen in de Zwitserse selectie voor het EK 2024 in Duitsland. Zwitserland overleefde ongeslagen een groep met ook en Schotland en Duitsland en won in de achtste finales van Italië (2–0), voordat het in de kwartfinales op strafschoppen werd uitgeschakeld door Engeland. Schär miste op het toernooi geen minuut aan speeltijd en benutte zijn strafschop in de penaltyserie tegen Engeland.
| Interlands van Fabian Schär voor Zwitserland | Interlands van Fabian Schär voor Zwitserland | Interlands van Fabian Schär voor Zwitserland | Interlands van Fabian Schär voor Zwitserland | Interlands van Fabian Schär voor Zwitserland | Interlands van Fabian Schär voor Zwitserland | Interlands van Fabian Schär voor Zwitserland |
| №                                            | Datum                                        | Wedstrijd                                    | Uitslag                                      | Soort wedstrijd                              | Doelpunten                                   |                                              |
| Als speler bij Basel                         | Als speler bij Basel                         | Als speler bij Basel                         | Als speler bij Basel                         | Als speler bij Basel                         | Als speler bij Basel                         | Als speler bij Basel                         |
| -------------------------------------------- | -------------------------------------------- | -------------------------------------------- | -------------------------------------------- | -------------------------------------------- | -------------------------------------------- | -------------------------------------------- |
| 1.                                           | 14 augustus 2013                             | Zwitserland – Brazilië                       | 1 – 0                                        | Vriendschappelijk                            |                                              |                                              |
| 2.                                           | 6 september 2013                             | Zwitserland – IJsland                        | 4 – 4                                        | Kwalificatie WK 2014                         | Goal                                         |                                              |
| 3.                                           | 10 september 2013                            | Noorwegen – Zwitserland                      | 0 – 2                                        | Kwalificatie WK 2014                         | Goal · Goal                                  |                                              |
| 4.                                           | 11 oktober 2013                              | Albanië – Zwitserland                        | 1 – 2                                        | Kwalificatie WK 2014                         |                                              |                                              |
| 5.                                           | 15 november 2013                             | Zuid-Korea – Zwitserland                     | 2 – 1                                        | Vriendschappelijk                            |                                              |                                              |
| 6.                                           | 3 juni 2014                                  | Zwitserland – Peru                           | 2 – 0                                        | Vriendschappelijk                            |                                              |                                              |
| 7.                                           | 25 juni 2014                                 | Honduras – Zwitserland                       | 0 – 3                                        | WK 2014                                      |                                              |                                              |
| 8.                                           | 1 juli 2014                                  | Argentinië – Zwitserland                     | 1 – 0                                        | WK 2014                                      |                                              |                                              |
| 9.                                           | 15 november 2014                             | Zwitserland – Litouwen                       | 4 – 0                                        | Kwalificatie EK 2016                         | Goal                                         |                                              |
| 10.                                          | 18 november 2014                             | Polen – Zwitserland                          | 2 – 2                                        | Vriendschappelijk                            |                                              |                                              |
| 11.                                          | 27 maart 2015                                | Zwitserland – Estland                        | 3 – 0                                        | Kwalificatie EK 2016                         | Goal                                         |                                              |
| 12.                                          | 31 maart 2015                                | Zwitserland – Verenigde Staten               | 1 – 1                                        | Vriendschappelijk                            |                                              |                                              |
| 13.                                          | 14 juni 2015                                 | Litouwen – Zwitserland                       | 1 – 2                                        | Kwalificatie EK 2016                         |                                              |                                              |
| Als speler bij Hoffenheim                    |                                              |                                              |                                              |                                              |                                              |                                              |
| 14.                                          | 5 september 2015                             | Zwitserland – Slovenië                       | 3 – 2                                        | Kwalificatie EK 2016                         |                                              |                                              |
| 15.                                          | 8 september 2015                             | Engeland – Zwitserland                       | 2 – 0                                        | Kwalificatie EK 2016                         |                                              |                                              |
| 16.                                          | 9 oktober 2015                               | Zwitserland – San Marino                     | 7 – 0                                        | Kwalificatie EK 2016                         |                                              |                                              |
| 17.                                          | 13 november 2015                             | Slowakije – Zwitserland                      | 3 – 2                                        | Vriendschappelijk                            |                                              |                                              |
| 18.                                          | 25 maart 2016                                | Ierland – Zwitserland                        | 1 – 0                                        | Vriendschappelijk                            |                                              |                                              |
| 19.                                          | 29 maart 2016                                | Zwitserland – Bosnië en Herzegovina          | 0 – 2                                        | Vriendschappelijk                            |                                              |                                              |
| 20.                                          | 3 juni 2016                                  | Zwitserland – Moldavië                       | 2 – 1                                        | Vriendschappelijk                            |                                              |                                              |
| 21.                                          | 11 juni 2016                                 | Albanië – Zwitserland                        | 0 – 1                                        | EK 2016                                      | Goal                                         |                                              |
| 22.                                          | 15 juni 2016                                 | Roemenië – Zwitserland                       | 1 – 1                                        | EK 2016                                      |                                              |                                              |
| 23.                                          | 19 juni 2016                                 | Zwitserland – Frankrijk                      | 0 – 0                                        | EK 2016                                      |                                              |                                              |
| 24.                                          | 25 juni 2016                                 | Zwitserland – Polen                          | 1 – 1 (4–5 n.s.)                             | EK 2016                                      |                                              |                                              |
| 25.                                          | 6 september 2016                             | Zwitserland – Portugal                       | 2 – 0                                        | Kwalificatie WK 2018                         |                                              |                                              |
| 26.                                          | 7 oktober 2016                               | Hongarije – Zwitserland                      | 2 – 3                                        | Kwalificatie WK 2018                         |                                              |                                              |
| 27.                                          | 10 oktober 2016                              | Andorra – Zwitserland                        | 1 – 2                                        | Kwalificatie WK 2018                         | Goal                                         |                                              |
| 28.                                          | 13 november 2016                             | Zwitserland – Faeröer                        | 2 – 0                                        | Kwalificatie WK 2018                         |                                              |                                              |

Bijgewerkt op 13 januari 2017.

## Erelijst
| Kampioen Super League | 3x | 2012/13, 2013/14, 2014/15 |

1 Dúbravka ·
2 Trippier ·
4 Botman ·
5 Schär ·
6 Lascelles  ·
7 Joelinton ·
8 Tonali ·
9 Wilson ·
10 Gordon ·
11 Barnes ·
13 Targett ·
14 Isak ·
17 Krafth ·
18 Osula ·
19 Vlachodimos ·
20 Hall ·
21 Livramento ·
22 Pope ·
23 Murphy ·
24 Almirón ·
25 Kelly ·
26 Ruddy ·
28 Willock ·
29 Gillespie ·
33 Burn ·
36 Longstaff ·
37 Murphy ·
39 Guimarães ·
67 Miley ·
Coach: Howe
· Assistent-coach: Jones
1 Sommer ·
2 Lichtsteiner  ·
3 Moubandje ·
4 Elvedi ·
5 Akanji ·
6 Lang ·
7 Embolo ·
8 Freuler ·
9 Seferović ·
10 Xhaka ·
11 Behrami ·
12 Mvogo ·
13 Rodríguez ·
14 Zuber ·
15 Džemaili ·
16 Fernandes ·
17 Zakaria ·
18 Gavranović ·
19 Drmić ·
20 Djourou ·
21 Bürki ·
22 Schär ·
23 Shaqiri ·
Coach: Petković
1 Sommer ·
2 Mbabu ·
3 Widmer ·
4 Elvedi ·
5 Akanji ·
6 Zakaria ·
7 Embolo ·
8 Freuler ·
9 Seferović ·
10 Xhaka  ·
11 Vargas ·
12 Mvogo ·
13 Rodríguez ·
14 Zuber ·
15 Sow ·
16 Fassnacht ·
17 Benito ·
18 Mehmedi ·
19 Gavranović ·
20 Fernandes ·
21 Omlin ·
21 Kobel ·
22 Schär ·
23 Shaqiri ·
24 Omeragić ·
25 Cömert ·
26 Lotomba ·
Coach: Petković
1 Sommer ·
2 Fernandes ·
3 Widmer ·
4 Elvedi ·
5 Akanji ·
6 Zakaria ·
7 Embolo ·
8 Freuler ·
9 Seferović ·
10 Xhaka  ·
11 Steffen ·
12 Omlin ·
13 Rodríguez ·
14 Aebischer ·
15 Sow ·
16 Fassnacht ·
17 Vargas ·
18 Cömert ·
19 Okafor ·
20 Frei ·
21 Kobel ·
22 Schär ·
23 Shaqiri ·
24 Köhn ·
25 Rieder ·
26 Jashari ·
Coach: Yakin
1 Sommer ·
2 Stergiou ·
3 Widmer ·
4 Elvedi ·
5 Akanji ·
6 Zakaria ·
7 Embolo ·
8 Freuler ·
9 Okafor ·
10 Xhaka  ·
11 Steffen ·
12 Mvogo ·
13 Rodríguez ·
14 Zuber ·
15 Zesiger ·
16 Sierro ·
17 Vargas ·
18 Duah ·
19 Ndoye ·
20 Aebischer ·
21 Kobel ·
22 Schär ·
23 Shaqiri ·
24 Jashari ·
25 Amdouni ·
26 Rieder ·
Coach: Yakin